# Canoinhas (ort)
Canoinhas är en ort i Brasilien.   Den ligger i kommunen Canoinhas och delstaten Santa Catarina, i den södra delen av landet, 1 200 km söder om huvudstaden Brasília. Canoinhas ligger 779 meter över havet och antalet invånare är 38 862.
Terrängen runt Canoinhas är platt. Canoinhas är det största samhället i trakten.
I omgivningarna runt Canoinhas växer huvudsakligen savannskog. Runt Canoinhas är det ganska tätbefolkat, med 108 invånare per kvadratkilometer.